# Lejno (Panschwitz-Kuckau)
Lejno (německy Lehndorf, v českém překladu Léno) je vesnice, místní část obce Panschwitz-Kuckau v Horní Lužici v německé spolkové zemi Sasko. Nachází se v zemském okrese Budyšín a má 105 obyvatel.

## Historie
První zmínka pochází z 15. století, konkrétně z roku 1423. Od roku 1974 je přičleněna k obci Pančice-Kukov (Pančicy-Kukow/Panschwitz-Kuckau), do té doby byla samostatnou obcí s částmi Zejicy (něm. Siebitz) a Časecy (něm. Tschaschwitz). Náleží do centrální části lužickosrbského osídlení.

## Geografie
Leží na říčce Satkule nedaleko dálnice A4, dálniční křižovatky 88a.